# Martina Stilp

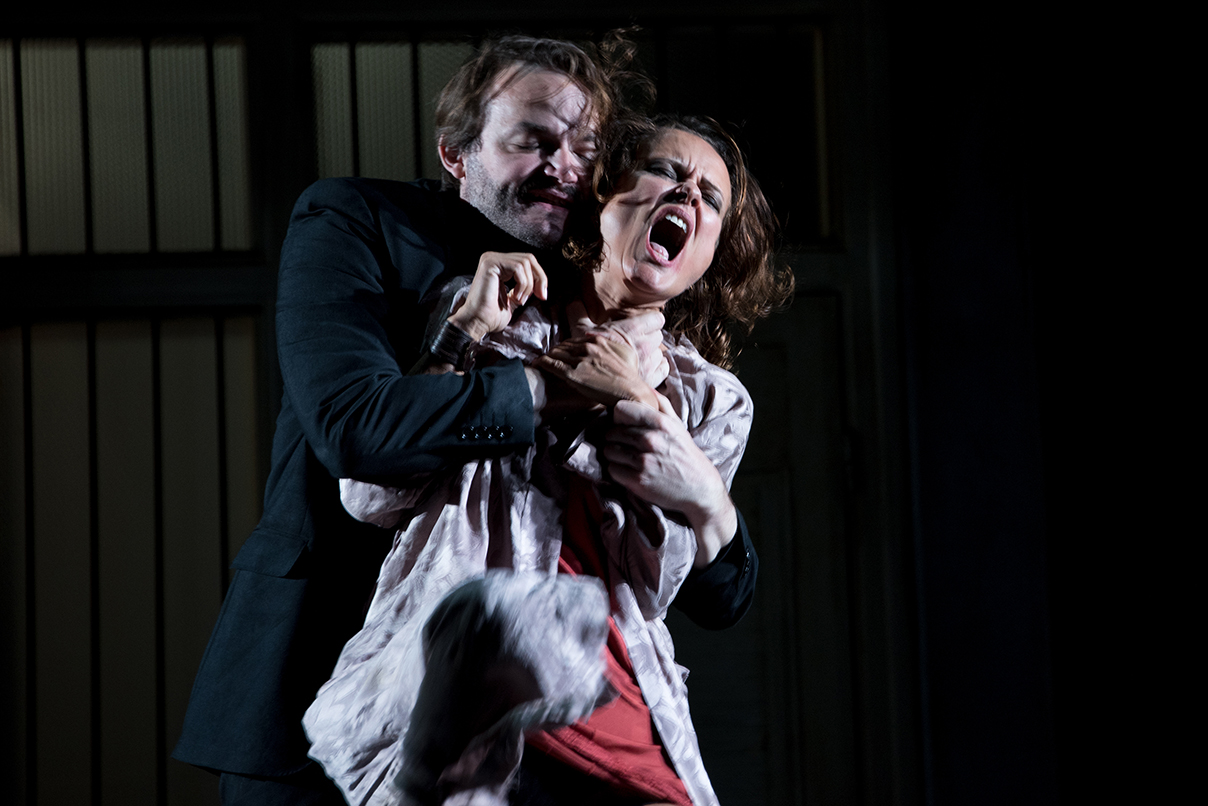
Martina Stilp mit Roman Schmelzer in Ödön von Horváths Drama Niemand (2016)

Martina Theresia Stilp, auch Martina Stilp-Scheifinger, (* 1973 in Weiden in der Oberpfalz) ist eine deutsche Schauspielerin.

## Leben
Martina Stilp studierte nach dem Abitur am Neusprachlichen Gymnasium in Weiden im Jahr 1993 von 1994 bis 1998 Schauspiel an der Otto-Falckenberg-Schule in München. Während ihrer Ausbildung war sie 1996 an den Münchner Kammerspielen als Hellena in Der Pirat von Aphra Behn zu sehen, von 1998 bis 2000 war sie am Theater Augsburg engagiert, wo sie unter anderem die Rolle der Elisabeth in Glaube Liebe Hoffnung, die Agnès Sorel in der Jungfrau von Orleans und Desdemona in Othello verkörperte.

### Schauspielhaus Graz, Volkstheater Wien
Ab 2000 bis 2010 war sie Ensemblemitglied am Schauspielhaus Graz, dort spielte sie beispielsweise die Titelrollen in Schillers Jungfrau von Orleans und Maria Stuart, in Wedekinds Lulu, in Goethes Stella und in Grillparzers Medea. Im Rahmen der Verleihung des Nestroy-Theaterpreises 2010 wurde sie für ihre Darstellung im Einpersonenstück Peepshow von Marie Brassard als beste Schauspielerin nominiert. 2005 und 2010 verkörperte sie außerdem in der Produktion Alma – A Show Biz ans Ende die Rolle der jungen Alma. Von 2012 bis 2015 war sie am Wiener Volkstheater engagiert, wo sie unter anderem als Anna Karenina, als Mariedl in Die Präsidentinnen von Werner Schwab und in der Uraufführung von Du bleibst bei mir von Felix Mitterer in der Rolle der Lilli Wolff zu sehen war.

### Theater in der Josefstadt
Seit der Saison 2015/16 ist sie Ensemblemitglied am Theater in der Josefstadt, dort spielte sie etwa in der Uraufführung von Ödön von Horváths Drama Niemand die Rolle der Gilda und in Vor Sonnenuntergang die Rolle der Paula Clothilde Clausen. 2017 stand sie für Dreharbeiten zur dritten Folge der ORF/ZDF-Fernsehfilmreihe Die Toten von Salzburg (Königsmord) vor der Kamera. In der Saison 2017/18 verkörperte sie an den Wiener Kammerspielen des Theaters an der Josefstadt unter anderem in Ferdinand von Schirachs Theaterstück Terror die Rolle der Verteidigerin Biegler, in der Uraufführung der Bühnenfassung von All About Eve von Christopher Hampton die Rolle der Karen Richards, in Der Garderober von Ronald Harwood die Rolle der Milady und in Schon wieder Sonntag von Bob Larbey die Rolle der Julia.
Im September 2020 feierte sie an den Kammerspielen mit der Uraufführung von Daniel Glattauers Die Liebe Geld als Kundenbetreuerin Mag. Drobesch Premiere. In der Uraufführung der von Stephanie Mohr in Dramenform gebrachten Fassung von Ödön von Horváths Ein Kind unserer Zeit verkörperte sie im September 2022 neben Therese Affolter, Katharina Klar und Susa Meyer den Soldaten.
Beim Jedermann bei den Salzburger Festspielen spielte sie 2018 und 2019 die Rolle von Schuldknechts Weib.

## Filmografie (Auswahl)
- 1996: Zwei zum Verlieben (Fernsehserie, zwei Episoden)
- 2007: SOKO Kitzbühel – Ein Bombengeschäft (Fernsehserie)
- 2007: Vier Frauen und ein Todesfall – Schlachtfest (Fernsehserie)
- 2008: Im Prinzip (Kurzfilm)
- 2009: Bella Block: Das Schweigen der Kommissarin (Fernsehreihe)
- 2009: Tatort: Kinderwunsch (Fernsehreihe)
- 2011: SOKO Donau/SOKO Wien – Date mit dem Tod (Fernsehserie)
- 2013: Paul Kemp – Alles kein Problem – Der letzte Wille (Fernsehserie)
- 2014: In der Stille der Nacht (Kurzfilm)
- 2018: Die Toten von Salzburg – Königsmord  (Fernsehreihe)
- 2019: Landkrimi – Das letzte Problem  (Fernsehreihe)
- 2021: Die Liebe Geld (Fernsehfilm)
- 2021: SOKO Donau/SOKO Wien – Alter Ego (Fernsehserie)
- 2024: Landkrimi: Steirergift (Fernsehreihe)

## Auszeichnungen und Nominierungen
- 2010: Nestroy-Theaterpreis 2010 – Nominierung in der Kategorie Beste Schauspielerin für Peepshow am Schauspielhaus Graz
- 2023: Nestroy-Theaterpreis 2023 – Nominierung in der Kategorie Beste Nebenrolle für Sommergäste (Marja Lwowna) am Theater in der Josefstadt[12]